# Национални пут Јапана 376
Национални пут Јапана 376 је Национални пут у Јапану, пут број 376, који спаја градове Јамагучи и Ивакуни, укупне дужине 68,1 км.